# Défroisseur
 (octobre 2013).
Si vous disposez d'ouvrages ou d'articles de référence ou si vous connaissez des sites web de qualité traitant du thème abordé ici, merci de compléter l'article en donnant les références utiles à sa vérifiabilité et en les liant à la section « Notes et références ».

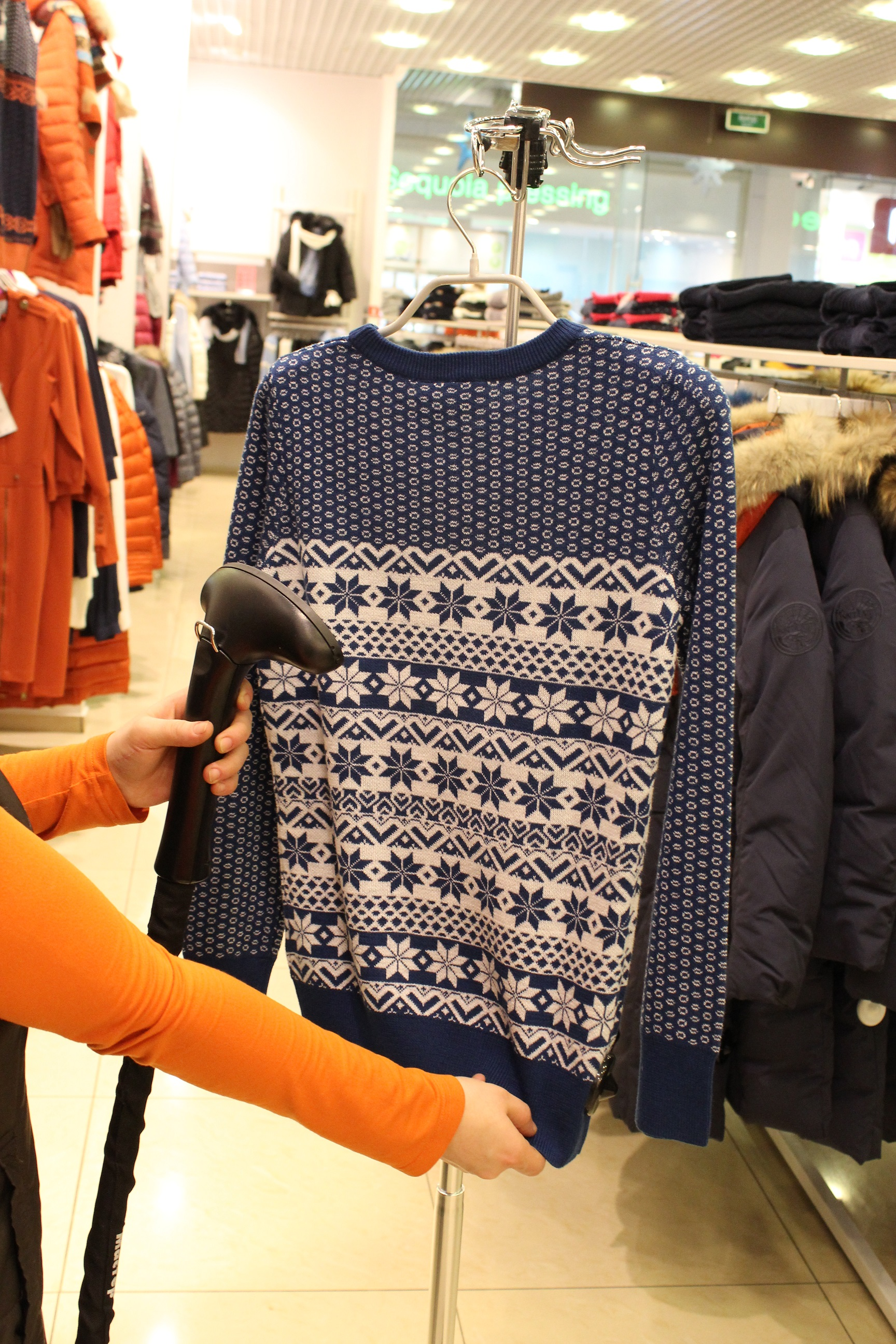
Un défroisseur.

Un défroisseur est un appareil générateur de vapeur, équipé d'un diffuseur qui au contact du textile, élimine les plis. Il existe deux catégories de défroisseur vapeur : les appareils sans pression à diffusion continue et les appareils à vapeur pressurisée et diffusion contrôlée.
Ils permettent de défroisser tous les tissus, sans planche à repasser. Généralement démontables, équipés d’une tige télescopique surmontée d’un cintre, les défroisseurs sont compacts, mobiles et très faciles à ranger. Grâce au système de vidange intégrée, ils peuvent fonctionner à l’eau courante.

## Histoire
Le défroisseur, ou Steamer, a été inventé dans les années 1940 par l'entreprise américaine Jiffy Steamer (en) pour mettre en forme les chapeaux. Il était essentiellement destiné aux professionnels. Début des années 1990, les premiers modèles ont fait leur apparition en France importés par la société Pharaon alors spécialiste en matériel de nettoyage, une branche d'activité spécifique a été développée depuis sous l'entité Salamandres.

## Principe de fonctionnement

### Aspect technique
- L’eau est chauffée à 150 °C par une chaudière en 1 minute
- La vapeur est évacuée en continu par le tuyau se diffuse à 40 g/min, ce qui au contact de tout textile, élimine les plis
- Une tige télescopique avec porte-cintre intégré permet de suspendre son vêtement directement sur l’appareil pour un repassage sans planche
- La semelle en aluminium conserve la chaleur et permet ainsi d’éviter la condensation

### Aspect pratique
Contrairement au fer à repasser, la semelle du défroisseur vapeur supprime tous les plis sans jamais brûler les fibres, qu’elles soient synthétiques ou naturelles, même les plus fragiles : mousseline, soies, coton, tulle, broderies, dentelles, perles, organzas, laine, taffetas… Elle défroisse aussi parfaitement les matières plus épaisses comme le jean, les cotons épais…
Les défroisseurs sont utilisés dans de nombreux domaines : prêt-à-porter (détail, gros, fabricants, défilé), location de costumes, blanchisseries, tissus d'ameublement (rideaux, draperies, tentures) hôtellerie et restauration (nappage, linge, draps, serviettes).

## Une technologie qui permet l’assainissement de la maison
Grâce à la vapeur d'eau haute température (98 °C), les bactéries et autres sources d'allergie (poils d'animaux, poussières…) sont complètement détruites.
De plus, la vapeur élimine toutes les mauvaises odeurs sur les différents tissus, comme les canapés, matelas, rideaux, moquettes…